# Radioåret 1968

## Händelser

### Juni
- Juni - KBOO (90.7fm) börjar sända i Portland i Oregon, USA.[1]

### Okänt datum
- KRLA 1110:s nyhetsredaktör Lew Irwin startar The Credibility Gap.[2]

## Radioprogram

### Sveriges Radio
- 20 april - Premiär för Ring så spelar vi med Lars Hamberg som programledare. Man sänder både lördagar och söndagar i Sveriges Radio P3.
- 1 december - Årets julkalender är Klart spår till Tomteboda.[3]

## Födda
- 23 februari – Henrik Schyffert, svensk radio- och TV-programledare.
- 6 mars – Camilla Kvartoft, svensk radioprogramledare.
- 9 mars – Annika Lantz, svensk radio- och TV-programledare.
- 12 oktober – Adam Alsing, svensk radio- och TV-programledare.

## Avlidna
- 23 mars – Edwin O'Connor, 49, amerikansk radiopersonlighet.

### Fotnoter
1. ↑  ”KBOO Community Radio”. Kboo.fm. http://kboo.fm/. Läst 2 december 2009.
2. ↑  Deming, Mark. ”The Credibility Gap - Biography”. allmusic. http://www.allmusic.com/artist/the-credibility-gap-mn0000140468/biography. Läst 2 december 2009.
3. ↑  ”1968, Klart spår till Tomteboda”. Sveriges Radio. http://sverigesradio.se/barn/julkalendrar/1968.stm. Läst 31 augusti 2015.